# Fouilleuse
Fouilleuse település Franciaországban, Oise megyében. Lakosainak száma 144 fő (2022. január 1.). Fouilleuse Cernoy, Épineuse, Bailleul-le-Soc, Maimbeville és Noroy községekkel határos.

## Népesség
A település népességének változása:
| Lakosok száma | 121  | 133  | 141  | 140  | 141  | 146  | 145  | 145  | 144  |
|               | 2013 | 2015 | 2016 | 2017 | 2018 | 2019 | 2020 | 2021 | 2022 |